# Ranitomeya ventrimaculata
Ranitomeya ventrimaculata – gatunek płaza bezogonowego z rodziny drzewołazowatych (Dendrobatidae).
Występuje w dorzeczu górnego biegu Amazonki (aż do podnóży Andów) – w południowej Kolumbii, wschodnim Ekwadorze, północnym Peru i przyległych obszarach zachodniej Brazylii. Stwierdzenia z Gujany Francuskiej zostały przypisane do Ranitomeya amazonica, a ze stanu Amapá w północnej Brazylii – do Ranitomeya variabilis. Gatunek występuje w przedziale wysokości 200–500 m n.p.m.
Długość ciała: samce 15,0–17,09 mm, samice 16,0–18,0 mm.